# エレメンツ・パート2
エレメンツ・パート2(Elements, Pt. 2)はフィンランドのメロディックパワーメタルバンド、ストラトヴァリウスの10枚目のスタジオアルバムである。

## 概要
前作『エレメンツ・パート1』の発売から1年を待たずにリリースされた。ティモ・トルキの人生観や死生観を描き、地球を構成する要素（エレメンツ）である「怒り・悲しみ・喜び・恐れ」と言ったものをテーマとしている「火と水」をテーマにした前作に続く、「土と風」をテーマにした作品である。
日本版ボーナストラックの『ライド・ライク・ザ・ウィンド』がイェンス・ヨハンソンの作詞作曲によるものだが、アルバム本編の楽曲はすべてティモ・トルキによる作詞作曲である。前作のようなシンフォニックな大作は少なく地味な印象のアルバムであるが、その歌詞は生きる事への喜びや感謝にあふれた非常に前向きなものとなっている。

## 収録曲
1. "アルファ・アンド・オメガ" - "Alpha & Omega" – 6:38
2. "アイ・ウォーク・トゥ・マイ・ワン・ソング" - "I Walk to My Own Song" – 5:03
3. "アイム・スティル・アライヴ" - "I'm Still Alive" – 4:50
4. "シーズン・オブ・フェイシズ・パーフェクション" - "Season of Faith's Perfection" – 6:08
5. "アウェイクイン・ザ・ジャイアント" - "Awaken the Giant" – 6:37
6. "ノウ・ザ・ディファレンス" - "Know the Difference" – 5:38
7. "ルミナス" - "Luminous" – 4:49
8. "ドリームウィーヴァー" - "Dreamweaver" – 5:53
9. "リバティ" - "Liberty" – 5:01

Bonus
1. "ライド・ライク・ザ・ウィンド" - "Ride Like The Wind" - 4:49 (日本版ボーナストラック)

オンラインショップ『Stratoshop』限定2枚組ボーナストラック

1. "Alpha & Omega (demo)" - 6:35
2. "Vapaus (demo)" - 6:07
3. "Season of Fate's Protection (demo)" - 6:18
4. "Soul Of A Vagabond (live)" - 8:02
5. "Destiny/Fantasia (live)" - 9:07
6. "Father Time (live)" - 4:58
7. "Hunting High And Low (live)" - 5:10
8. "Paradise (live)" - 5:42

## 参加ミュージシャン
- ティモ・コティペルト - Vocals
- ティモ・トルキ - Guitar
- ヤリ・カイヌライネン - Bass
- イェンス・ヨハンソン - Keyboards
- ヨルグ・マイケル - Drums